# Opatija Kirkstall
Opatija Kirkstall je porušen cistercijanski samostan v Kirkstallu, severozahodno od središča mesta Leeds v Zahodnem Yorkshiru v Angliji. Stoji v javnem parku na severnem bregu reke Aire. Ustanovljena je bila ok. 1152. Ukinjena je bila med razpustitvijo samostanov pod Henrikom VIII.
Slikovite ruševine so narisali in naslikali umetniki, kot so J. M. W. Turner, Thomas Girtin in John Sell Cotman.
Opatijo Kirkstall je kupila korporacija Leeds kot darilo polkovnika Northa in odprla za javnost v poznem 19. stoletju. Vhodno poslopje je postalo muzej, ki je zdaj del skupine Leeds Museums & Galleries.

## Ustanovitev
Henry de Lacy (1070, Halton, – 1123), gospodar graščine Pontefract, drugi lord Bowland, je obljubil, da bo posvetil opatijo Devici Mariji, če bo preživel hudo bolezen. Opomogel si je in se strinjal, da bo opatu opatije Fountains dal zemljišče v Barnoldswicku v West Riding of Yorkshire (zdaj v Lancashireu), na katerem bo ustanovil hčerinsko opatijo. Opat Aleksander je z dvanajstimi cistercijanskimi menihi iz Fountains odšel v Barnoldswick in po rušenju obstoječe cerkve poskušal zgraditi opatijo na zemljišču Henryja de Lacyja. Ostali so šest let, a se je zdel kraj negostoljuben. Opat Aleksander se je lotil iskanja primernejšega kraja za opatijo in naletel na mesto v močno gozdnati dolini Aire, kjer so živeli puščavniki.
Aleksander je poiskal pomoč pri de Lacyju, ki je bil naklonjen in je pomagal pridobiti zemljo od Williama de Poitouja. Menihi so se preselili iz Barnoldswicka v Kirkstall in izpodrinili puščavnike, od katerih so se nekateri pridružili opatiji, ostali pa so bili plačani za selitev. Stavbe so bile večinoma dokončane med letom 1152, ko so menihi prispeli v Kirkstall, in koncem Aleksandrovega opatstva leta 1182. Millstone Grit, grobozrnat peščenjak karbonske starosti, za gradnjo je prihajal iz Bramley Fall na nasprotni strani reke.

## Stavbe
Angleške cistercijanske stavbe, katerih ostanki so v Fountainsu, Rievaulxu, Kirkstallu, Tinternu in Netleyju, so bile večinoma urejene po istem načrtu, z manjšimi lokalnimi razlikami. Spodaj je na primer tloris opatije Kirkstall, ki je ena najbolje ohranjenih.
Cerkev je cistercijanskega tipa s kratkim korom (3) in transepti (4) s po tremi vzhodno usmerjenimi kapelami, ločenimi s trdnimi zidovi. Stavba je preprosta, okna so neornamentirana, ladja (1) je brez triforija. Okna in vratne odprtine imajo okrogle glave, medtem ko so oboki koničasti, letve in kapiteli pa prav tako kažejo zgodnje gotske poteze. V 15. stoletju so veliko vzhodno okno zamenjali z manjšim. Stolp nad križiščem so povišali v 16. stoletju, tik pred razpadom.
Križni hodnik na jugu (5) zavzema celotno dolžino ladje. Na vzhodni strani stoji dvoladijski kapitelj (7), med katerim in južnim transeptom je manjša zakristija, na drugi strani pa dve manjši stanovanji, od katerih je bilo eno verjetno salon (8). Onkraj tega je kalefaktura ali dnevna soba menihov. Nad celotnim nizom stavb se razteza menihov dom, ki se odpira po stopnicah v južni transept cerkve.
Na južni strani križnega hodnika (5) so ostanki starega refektorija, ki poteka tako kot v benediktinskih hišah od vzhoda proti zahodu, in novega refektorija (12), ki je z naraščajočo zasedenostjo hiše izpodrinil preusmerjena, kot je običajno v cistercijanskih hišah, od severa proti jugu. Ob tem stanovanju so ostanki kuhinje, shrambe in maslenice. V bližini vhoda v obednico so vidni oboki stranišča. Zahodno stran križnega hodnika zavzemajo obokane kleti, ki v zgornjem nadstropju podpirajo spalnico bratov laikov (9).
1. cerkvena ladja
2. Stolp
3. Prezbiterij
4. Severni in južni transepts
5. samostan
6. Knjižnica (del vzhodnega območja, s 7 in 8)
7. Kapiteljska dvorana (del vzhodnega območja, s 6 in 8)
8. Salon (del vzhodnega območja, s 6 in 7)
9. laični bratje študentski dom
10. Dnevni prostor
11. sladarna
12. Refektorij
13. Hiša za ogrevanje
14. (neznano)
15. četrt za novince
16. Opatovo prenočišče
17. opatova sprejemnica
18. ambulanta

Iz jugovzhodnega kota glavne skupine stavb segajo zidovi in temelji sekundarne skupine stavb (17, 18). Te so identificirali kot hospitium ali opatovo hišo, vendar zavzemajo položaj, kjer je bolj običajno ambulanta. Dvorana je bila zelo prostorno stanovanje, ki je merilo 25 m v dolžino in 14,5 m v širino, ki je bilo razdeljeno z dvema vrstama stebrov. Med samostanom in reko na jugu so ležali ribniki. Samostanski mlin je bil približno 80 metrov severozahodno. Mlinski bazen je mogoče razločno zaslediti, skupaj z golo ali mlinskim potokom.

## Razpad in kasnejša zgodovina
22. novembra 1539 je bila opatija predana komisarjem Henrika VIII. ob razpustitvi samostanov. Leta 1542 je bila podeljena Thomasu Cranmerju, vendar se je vrnila v krono, ko je bil Cranmer leta 1556 usmrčen. Sir Robert Savile je kupil posestvo leta 1584 in ostalo je v rokah njegove družine skoraj sto let. Leta 1671 je prešla v roke družine Brudenell, grofov Cardigan. Velik del kamna je bil odstranjen za ponovno uporabo v drugih stavbah na tem območju, vključno s stopnicami, ki vodijo do brega reke ob Leedsovem mostu v središču mesta.
V 18. stoletju so slikovite ruševine pritegnile umetnike romantičnega gibanja, naslikali pa so jih umetniki, med njimi J. M. W. Turner, John Sell Cotman in Thomas Girtin. Leta 1889 je bila opatija prodana polkovniku Johnu Northu, ki jo je predstavil mestnemu svetu Leedsa. Svet se je lotil velikega projekta obnove in opatija je bila odprta za javnost leta 1895.
Afroameriški romanopisec William Wells Brown je leta 1851 obiskal opatijo Kirkstall in pisal o svoji izkušnji. Z uporabo poezije in pesniškega jezika je opisal »zamišljeno lepoto« pustih ruševin v njihovem »pastoralnem razkošju«, s čimer je pokazal svoje spoštovanje do britanske literature ter zanimanje za naravo in lokalno zgodovino.
Pred letom 1890 so potekala majhna izkopavanja, po katerih je William St John Hope vodil preiskavo zidov opatije; nekaj dreves je bilo odstranjenih. V 1950-ih je osebje mestnih muzejev Leeds (zdaj Leeds Museums & Galleries) pod vodstvom W. V. Wadea z Univerze Leeds izvedlo obsežna izkopavanja.

## Opatija danes
Opatija je uvrščena na seznam zaščitenih stavb I. stopnje in načrtovan starodavni spomenik. Po programu obnove v vrednosti 5,5 milijona funtov je na voljo nov center za obiskovalce z interaktivnimi eksponati, ki ponazarjajo zgodovino opatije in življenja menihov. Vstop v samo opatijo je prek centra za obiskovalce – 5 funtov, vendar s škatlo za darove. Občasno so na voljo vodeni ogledi (brezplačno).
Festival Leeds Shakespeare, ki ga izvaja British Shakespeare Company, je potekal vsako leto v samostanih od leta 1995 do 2009. Okolica opatije je javni park in se uporablja za občasne dogodke, kot sta letni festival Kirkstall in Kirkstall Fantasia na prostem koncerti.
Na drugi strani glavne ceste nekdanja opatijska vratarnica, ki je na seznamu razreda II*, zdaj tvori muzej Abbey House.
Opatija je bila uporabljena tudi 19. marca 2011 za dogodek BBC Three v živo Frankensteinova poroka... v živo v Leedsu. Drama z glasbo v živo, v kateri igrata Andrew Gower in Lacey Turner kot zaročenca Victor Frankenstein in Elizabeth Lavenza.
10. in 11. septembra 2011 so Kaiser Chiefs odigrali dva koncerta v opatiji Kirkstall pred največ 10.000 gledalci vsak dan.
Televizijska serija BBC Gunpowder (2017) je kot lokacijo uporabila opatijo Kirkstall.